# Cantaura
Cantaura, anciennement Chamariapa, nom donné par les Indiens Caraibes Cariñas, est une ville du Venezuela, chef-lieu de la municipalité de Pedro María Freites dans l'État d'Anzoátegui. En 2001, sa population est estimée à 32 000 habitants. Autour de la ville s'articule la division territoriale et statistique de Capitale Pedro María Freites.
Cantaura se trouve entre la cordillère de la Côte et la plaine de Guanipa (la mesa de Guanipa).

## Histoire
La ville est fondée le 20 août 1740 par Fray Fernando Jiménez avec le nom de "NUESTRA SEÑORA DE LA CANDELARIA DE CHAMARIAPA". Fernando Jiménez enseignait le christianisme aux aborigènes de la région. Sur l’ancien nom Chamariapa, Lisandro Alvarado cite Caulín, qui dit que l’étymologie est une espèce d’arbre que les espagnols appelaient Murebe et les aborigènes Caraïbes l’appelaient Kamariapo. Mais les espagnols la prononçaient plutôt Chamariapa (remplacement de la lettre « K » en « Ch »).

## Personnalités liées
- Antonio Barreto Sira (né en 1955) : député à l'Assemblée nationale du Venezuela (2011-2017) et actuel gouverneur de l'État d'Anzoátegui depuis 2017.

## Galerie

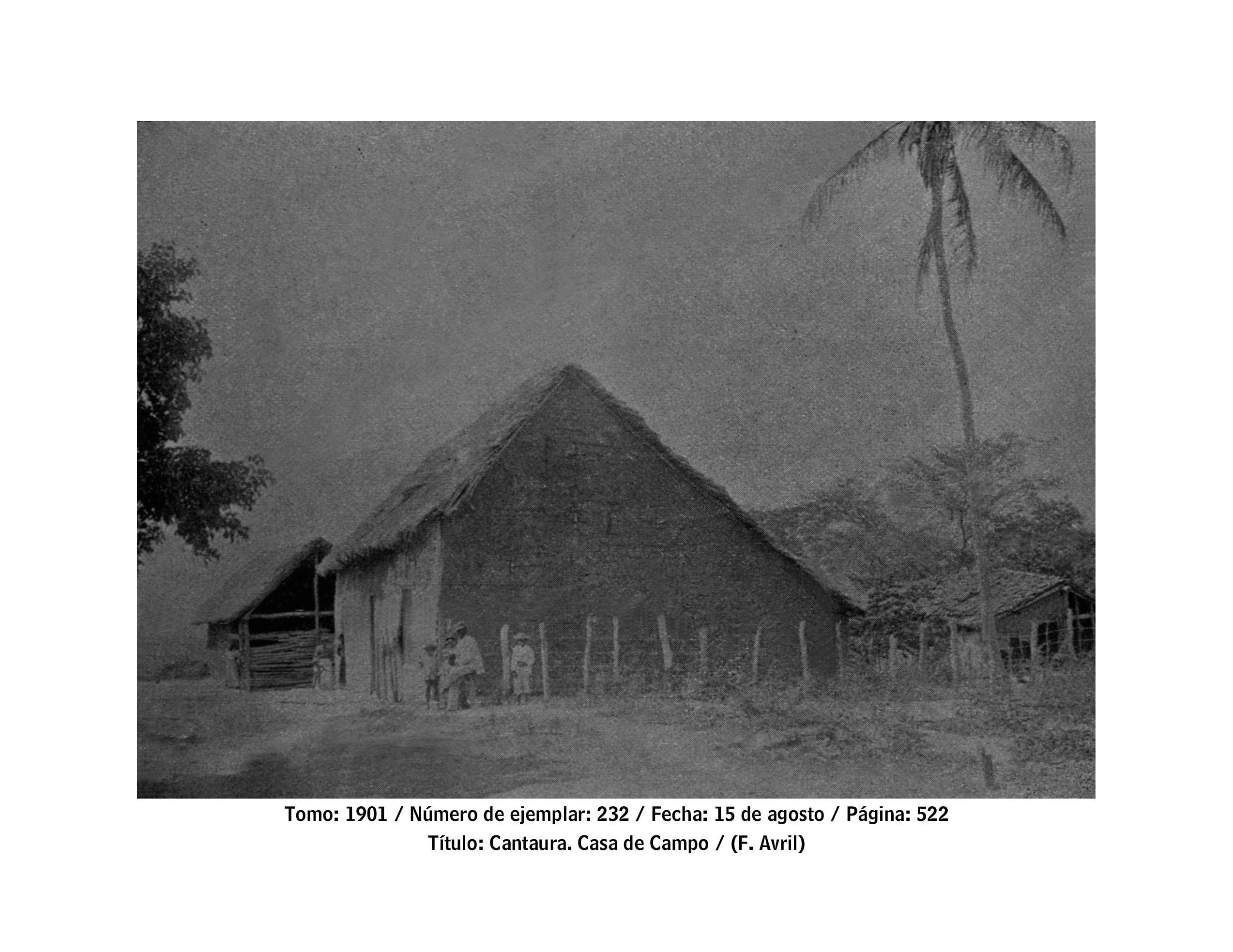
Vue en 1901
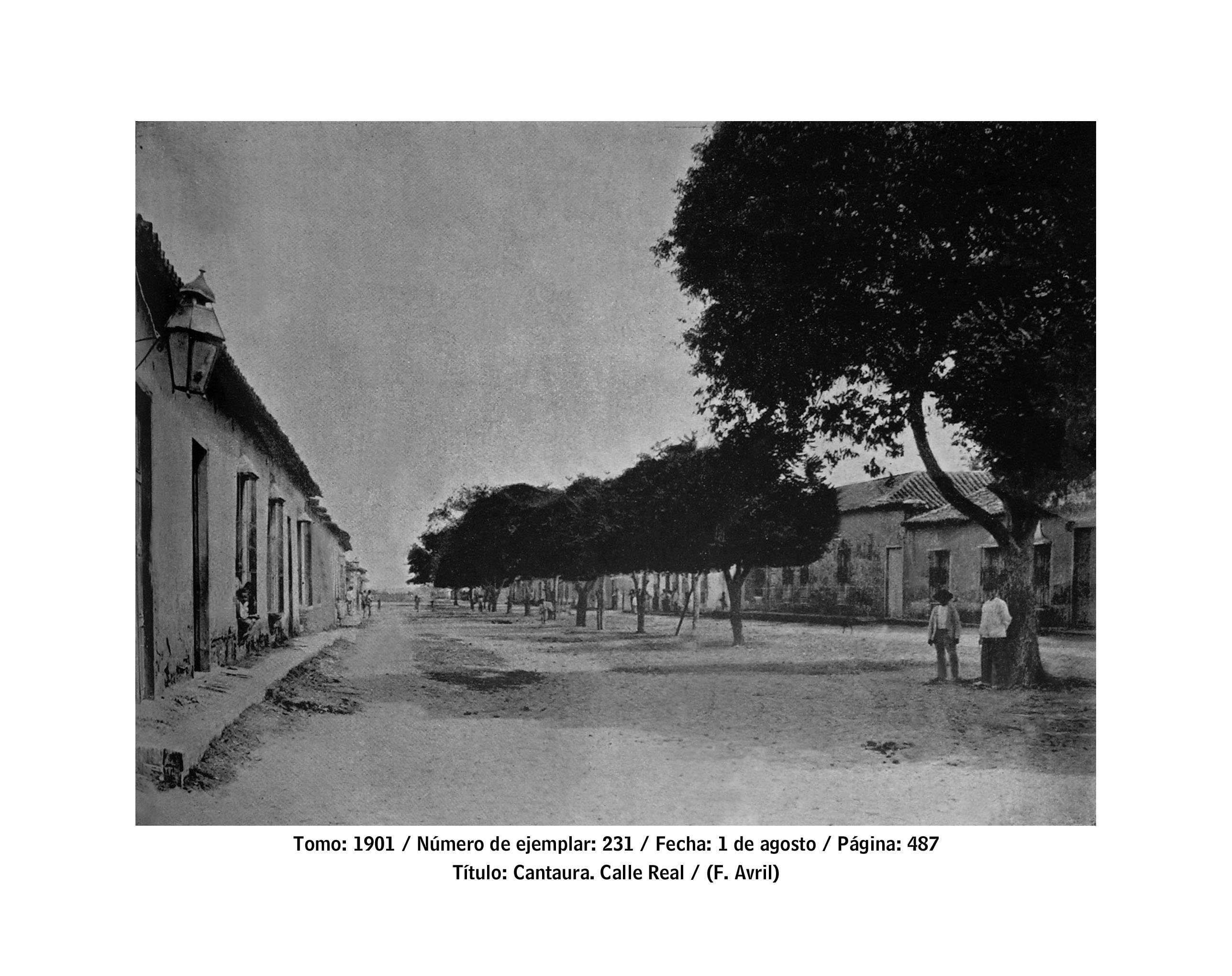
Calle Real en 1901
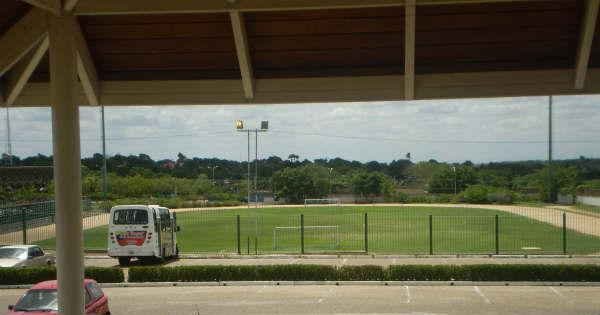
Centre sportif